# CINEMA 4D
CINEMA 4D（シネマフォーディー）はドイツのMAXON Computer社による3次元コンピュータグラフィックスソフトウェア。 一般的にC4D（シーフォーディー）と略される。

## 概要
同種の商用3DCGソフトウェアのように、ポリゴンやNURBSを用いたモデリング、レイアウト、キャラクタアニメーション、物理シミュレーション、物理ベースレンダリングなどが可能な機能を備えており、また3ds MaxやMayaなどの他の3DCGソフトウェアとの間でデータのインポート/エクスポートが可能である。CAD形式のインポートにも対応している。
元々、CINEMA 4Dは1990年代初頭にAmiga向けとして開発されたソフトウェアであり、バージョン2まではAmigaのみがサポートされていた。 しかし、コモドールの倒産以降はAmigaの将来性に対する不安から、MAXONはWindowsおよびMacintoshにおいても動作するCINEMA 4Dをリリースする事となり、V4以降からはAmigaのサポートが行われなくなった。
R11.5までは各種拡張機能をモジュールとして追加購入可能で予算に応じた構成が選択できたが、R12からは拡張機能の分売は行われず4種類のグレードに簡素化され、R21でサブスクリプション導入と共にグレードが廃止されて一本化された (詳細は後述)。
R25でユーザーインターフェースが一新された。

## エディション/モジュール/プラグイン/外部ツール
R21以降、以下のエディションが提供されている。
- Cinema 4D - サブスクリプションと永久ライセンスが存在する。
- Cinema 4D with Redshift (廃止) - Redshift Rendererが付属していた。

R23以降は以下も提供されている。
- Maxon One - Redshift RendererとRed Giant CompleteとForgerが付属している。

サブスクリプションでは様々なプラグインの付属するチュートリアルサービスCineversityが利用可能となる。Cineversityのプラグインを管理するプラグインとしてCV Toolboxがある。

### プラグイン/外部ツール
Cinema 4Dには高度な外部スカルプトモデラーのZBrushと連携可能なGo Zbrush (GoZ)機能、高度なプロシージャルマテリアル作成ツールのSubstance Designerと連携可能なSubstance Engineなどが標準で内蔵されている。 またゲームエンジンのUnityと連携するためのCineware for Unityプラグインが無料頒布されている。
またCinema 4Dのサブスクリプションに付属するCineversityを通してバネ生成のCV-Spring Tool、パイプ生成のCV-Pipeworks、花火生成のCV-FireWorksなどのプラグインも提供されている。
Cinema 4Dに搭載されていないUDIM、流体シミュレーション、VRプレビュー、高度なペイントなどに対応するサードパーティー製プラグインとしてGameLogicDesign製のPlugins 4D Pro Bundleが存在した。Pro Bundleのペイント部分は4D Paintとして無料提供されていた。またライティングやアニメーションを強化するものとして Greyscalegorilla Plus が、パーティクルや流体を含む物理演算や地形作成などを強化するものとして INSYDIUM Fused Collection が存在する。
またサードパーティーの流体シミュレーションプラグインには、TurbulenceFD、RealFlow | Cinema 4D、FumeFXなどもある。

### 過去のエディション/モジュール
R11.5までのCINEMA 4Dは以下のようなモジュールによる機能拡張が可能であった。
- Advanced Render  - グローバル・イルミネーション、HDRI、コースティクス、アンビエントオクルージョン、空のシミュレートが可能なレンダラー
- BodyPaint 3D - UVWマップへ直接ペイント可能なツール。現在は本体に統合されている。実質的な機能としてはCINEMA 4D PrimeとBodyPaint 3Dは同一であるが、初期設定のUIに差がある。
- Dynamics - 剛体およびソフトボディの物理演算モジュール
- Hair - 髪や草のシミュレータ
- MOCCA - キャラクタアニメーションや衣服のシミュレータ
- MoGraph - モーショングラフィックスにおけるモデリングやアニメーションを簡略化するモジュール
- NET Render - レンダーファームのようにネットワークで接続されたコンピュータ間で分散レンダリングを行うためのモジュール
- PyroCluster - 煙および炎のシミュレータ（R10より、PyroClusterはAdvanced Renderに統合された）
- Sketch & Toon - トゥーンレンダリングを行うモジュール
- Thinking Particles - 拡張されたパーティクルシミュレータ

R12以降はこれらのモジュール単位による機能拡張が廃止され、以下の4つのグレードとBodyPaint 3Dに統合されることとなった。
- Prime（CINEMA 4D本体部分のみ）
- Broadcast（本体に加え、映像・モーショングラフィックス向けの機能を含む）
- Visualize（本体に加え、建築パース用途向けの機能を含む）
- Studio（全機能を含む最上位グレード）

R21以降はサブスクリプションの導入と共にグレードが廃止され、通常版がStudio版相当となった。

### 学生版
2010年6月1日より日本ではMAXON Computer Japanが多くの学生を対象に最上位エディションのStudio版を非商用利用に限定して無償頒布していた。2012年9月以降からはドイツのMAXON Computer本社が全世界で学生への無償配布を開始し、日本でもそちらに一元化された。
しかしながら2020年9月をもって学生・教員向けの無償版の配布は終了し、サブスクリプションサービス「Maxon One」への移行が促された。新たな学生版は有償となるが、6ヵ月2.99ドルという低価格で提供される（サービス開始当初）。

## スクリプト/プラグイン開発
以前は独自のスクリプト言語であるC.O.F.F.E.E.を使うことでCinema 4Dを制御することが可能であったが、R12以降は3DCGソフトウェアで一般的に使われているPythonにも対応し、R20でC.O.F.F.E.E.は廃止となった。R23ではPython 2.xからPython 3.xへと移行した。
またSDKによりC++言語でCinema 4D用のプラグインを開発することも可能となっている。

## バージョンの変遷
| 1990 | - ChristianとPhilip LoschがレイトレーシングレンダラをKickstart誌の月間プログラミングコンテストに投稿し、優勝する。 |
| 1991 | - FastRay (CINEMA 4Dの初期の名称) がAmiga向けにリリースされる。 |
| 1993 | - CINEMA 4D V1がAmiga向けにリリースされる。 |
| 1994 | - CINEMA 4D V2がAmiga向けにリリースされる。 |
| 1995 | - CINAMA 4D V3がAmiga向けにリリースされる。V3はAmiga向けの最終バージョンとなる。 - CINAMA 4DをWindows/Macintosh向けにリリースする計画が立てられ、開発が開始される。 |
| 1996 | - CINEMA 4D V4 がWindows, Alpha NT, Macintosh向けにリリースされる. - マルチプロセッサのサポートが開始される。 |
| 1997 | - CINEMA 4D XL V5がリリースされる。 |
| 1998 | - CINEMA 4D SE V5がリリースされる。 |
| 1999 | - CINEMA 4D GO V5 および CINEMA 4D NETがリリースされる。 |
| 2000 | - CINEMA 4D XL V6がリリースされる。 - BodyPaint 3Dが利用可能になる。CINEMA 4Dに統合されたものと他の3DCGアプリケーション向けのスタンドアロン版の2種類が用意された。 |
| 2001 | - CINEMA 4D ARTが導入される。 - PyroClusterとDynamicsモジュールが導入される。 - CINEMA 4D XL R7が海外市場へ輸出される。 |
| 2002 | - CINEMA 4D R8がリリースされる。 - Advanced Render、PyroCluster、MOCCA、Thinking Particlesなどの新規モジュールが用意された。 |
| 2003 | - CINEMA 4D R8.5がリリースされる。 - BodyPaint 3D R2がリリースされ、Sketch and Toonモジュールが導入される。 |
| 2004 | - CINEMA 4D R9がリリースされる。 |
| 2005 | - CINEMA 4D R9.5がリリースされる。 - Hairモジュールが導入される。 |
| 2006 | - CINEMA 4D R9.6がリリースされる。 - MoGraphモジュールが導入される。 - BodyPaint 3Dと統合されたCINEMA 4D R10がリリースされる。 |
| 2007 | - CINEMA 4D R10.5がリリースされ、Hairモジュールの最適化と同様にMOCCAとMoGraphの機能アップグレードがなされた。 |
| 2008 | - CINEMA 4D R11がリリースされる。 - Apple G5およびIntelベースのMacにおける64bit環境をサポート。 - Advanced Renderにおけるグローバル・イルミネーションの品質向上が実施される。 |
| 2009 | - CINEMA 4D R11.5がリリースされる。 - 画像を正方形に分割してレンダリングするバケットレンダリングのサポートによって所要時間の短縮やメモリ管理の効率化が図られた。 |
| 2010 | - CINEMA 4D R12がリリースされる。 - ダイナミクスおよびレンダラ関連の改善が実施された。また、リニアワークフローやライトにおけるIESデータ、OpenGL 3がサポートされた。 - Pythonが統合された。 - PowerPCのサポートが打ち切られた。 |
| 2011 | - CINEMA 4D R13がリリースされる。 - フィジカルレンダーが搭載された。 |
| 2012 | - CINEMA 4D R14がリリースされる。 - スカルプトモデリングが可能となった。 |
| 2013 | - Adobe After Effects CC(Creative Cloud)において、CINEMA 4DとAfter Effects間の3Dライブパイプライン「CINEWARE」とCINEMA 4Dの機能制限版である「CINEMA 4D Lite」が搭載される。 - CINEMA 4D R15がリリースされる。 - レンダリング、タイポグラフィ関連の処理などが改善された。 |
| 2014 | - CINEMA 4D R16がリリースされる。 - 3Dカメラトラッキングが可能となった。 |
| 2015 | - CINEMA 4D R17がリリースされる。 - SketchUp形式 (SKP) の読み込みに対応した。 - Cinema 4D向けのHoudini Engineがリリースされる。 |
| 2016 | - CINEMA 4D R18がリリースされる。 - Allegorithmic (後にAdobeが買収) のマテリアルエンジンであるSubstance Engineが統合された。 - オープンソースの細分割曲面ライブラリであるOpenSubdivが導入された。 |
| 2017 | - CINEMA 4D R19がリリースされる。 - GPU対応のオープンソースレンダラーであるAMD Radeon ProRenderが搭載された。 |
| 2018 | - CINEMA 4D R20がリリースされる。 - オープンソースの疎ボリュームライブラリであるOpenVDBが導入された。 - 様々なCAD形式 (CATIA V5、JT、SolidWorks、STEP、IGES) の読み込みに対応した。 |
| 2019 | - CINEMA 4D R21がリリースされる。 - Redshift Rendererのバンドル版が用意された。 |
| 2020 | - CINEMA 4D S22がサブスクリプションのみでリリースされる。 - macOS版においてMetal APIへと対応した。 - Webで良く使われているglTF形式への書き出しに対応した。 - ゲームエンジンのQuel Solaarで使われているUV展開技術「Ministry of Flat」が統合された。 - CINEMA 4D R23がリリースされる。 - Redshift Renderer及びRed Giant Completeのバンドル版「Maxon One」が用意された。 - Python 3.xへと移行した。 - 合併したRed Giant社のカラーコレクションツールMagic Bullet Looksが統合された。 - オープンソースの自動リトポロジーライブラリであるInstant Meshesが導入された。 - Universal Scene Description形式の読み書きに対応した。 - 仮想ウォークスルー、AMD Radeon ProRender、サウンドシステムが削除された。 |
| 2021 | - CINEMA 4D S24がサブスクリプションのみでリリースされる。 - 新たなアセットブラウザとシーンマネージャーが搭載された。 - CINEMA 4D R25がリリースされる。 - 新たなBlender風のユーザーインターフェースが搭載された。 - 古いContent Browserが削除された。 - ベクター画像のインポートに標準対応し、CineversityのCV-ArtSmartプラグインが不要となった。 |

## CINEBENCH
CINEMA 4Dのレンダラーをベースにしたベンチマークソフト CINEBENCH （シネベンチ）もMAXON公式サイトにて配布されている。

### R15以前
CPU性能やグラフィックスカードのOpenGL性能を計測することが可能であり、特定のハードウェアに最適化されておらず、Windowsと汎用ビデオカードの組み合わせでもOpenGLの性能低下が発生しないため、CINEMA 4Dを導入しようと検討しているユーザだけでなく、自作PC関係の雑誌やコミュニティ上でハードウェアの絶対的な性能を比較する目的でとても重宝されている。
2010年2月にR11.5がリリースされてから長らくバージョンアップが行われず、2013年9月にR15がリリースされたように、CINEMA 4Dの最新版とCINEBENCHの最新版が必ずしも連動しているわけではない。
ベンチマーク計測項目
- CPU性能 - 約28万ポリゴンあるシーン（静止画）のフォトリアルレンダリング処理におけるパフォーマンスを計測する。結果はポイントとして表される[21]。
- グラフィックスカードのOpenGL性能 - カーチェイスシーン（動画）におけるOpenGLリアルタイムレンダリングのパフォーマンスを計測する。結果は1秒あたりのフレーム数（フレームレート）で表される[21]。

R11.5とR15のテスト内容は同一であるが、アルゴリズムが変更されているためベンチマークのスコアは双方の間で比較することができない。複数の環境を比較する場合はバージョンを揃える必要がある。

### R20以降
レイトレーシングライブラリのIntel Embreeが採用されたほか、GPUベンチマークが廃止された。